# Jamison Crowder
Pour les articles homonymes, voir Crowder.
(en) Statistiques sur pro-football-reference
Jamison Wesley Crowder, né le 17 juin 1993 à Monroe (Caroline du Nord), est un joueur américain de football américain évoluant au poste de wide receiver et de returner dans la National Football League (NFL) depuis la saison 2015.
Au niveau universitaire, il a joué pour les Blue Devils de l'université Duke  pendant quatre saisons dans la NCAA Division I FBS (2011-2014). Il est sélectionné à deux reprises (2013 et 2014) dans la première équipe de l'Atlantic Coast Conference (ACC).
Il est ensuite sélectionné lors du 4e tour de la draft 2015 de la NFL par la franchise des Redskins de Washington  où il joue pendant quatre saisons. Il rejoint ensuite les Jets de New York (2019-2021), les Bills de Buffalo (2022) et fait l'intersaison 2023 avec les Giants de New York qui ne le conservent pas.
Il intègre finalement l'équipe d'entraînement des Commanders de Washington (ex Redskins) en 2023 avant d'intégrer l'effectif principal et d'être resigné pour la saison 2024.